# Rob Kornél
Rob Kornél (Balassagyarmat, 1977. szeptember 17. –) magyar labdarúgó, edző.

## Sikerei, díjai
Ferencvárosi TC
- Magyar bajnokság
  - bajnok: 2000–01

Videoton FC
- Magyar kupa
  - döntős: 2001